# Xanthomyrtus scolopacina
Xanthomyrtus scolopacina là một loài thực vật có hoa trong Họ Đào kim nương. Loài này được (Ridl.) Diels miêu tả khoa học đầu tiên năm 1922.